# Elektromos mező
A villamos tér, másképpen az elektromos mező, vagy elektromos tér a fizikában az a közeg, ami az elektromos töltések egymásra hatását közvetíti. Az elektromos mező definíciója Michael Faraday brit természettudósnak köszönhető, aki a közelhatás elmélete szerint írta le két töltés egymásra való hatását, miszerint a töltött részecskék saját maguk hozzák létre azt a mezőt, amelyen keresztül erőt képesek kifejteni egymásra. Az elektromos tér energiát és impulzust hordoz, így anyagi értelemben is létező térről beszélhetünk. Nyugvó töltések esetén a létrehozott mezőt elektrosztatikai térnek nevezzük, mivel ez a mező időben állandó.

## A térerősség definíciója

Elektromos mező szemléltetése vektorokkal két ellentétes töltés közelében

Az elektromos mezőt leíró elektromos térerősség definiálásához vegyünk két töltést, amelyeket feladatuk szerint szigorúan megkülönböztetünk egymástól:
Adott a {\displaystyle Q\,} vizsgált töltés, amely az elektromos mezőt generálja.
Adott egy {\displaystyle q_{\mbox{p}}\,} próbatöltés, amellyel a másik töltés hatását vizsgáljuk.
A próbatöltést ideálisan, ponttöltésnek kell elképzelni (a helyhez rendelhetőség pontossága végett), továbbá infinitezimálisan kicsinek (hogy a vizsgált töltés terét ne befolyásolja).
Ha a tér egy {\displaystyle \mathbf {r} } helyvektorú pontját különböző nagyságú (de pici) próbatöltésekkel szondázzuk, akkor az ezekre ható {\displaystyle \mathbf {F} } erő (vektormennyiség) és a {\displaystyle q_{\mbox{p}}\,} próbatöltés (skalár) hányadosa állandó lesz, azaz mindig ugyanazt az {\displaystyle \mathbf {E} } vektort kapjuk eredményül (irányt és nagyságot beleértve).
Ez az arányossági tényezőként bevezetett vektormennyiség az elektromos térerősség:
{\displaystyle \mathbf {E} ={\frac {\mathbf {F} }{q_{\mbox{p}}}}}
mely kizárólag a vizsgált {\displaystyle Q\,} töltés terére jellemző, és lényegében az egységnyi (próba)töltésre ható erőt fejezi ki a tér adott pontjában.
A térerősség definíciójából következik, hogy ha a tér egy {\displaystyle \mathbf {r} } pontjában egy kis {\displaystyle q\,} töltést helyezünk el, akkor a töltésre ható erőt szorzatként kapjuk meg:
{\displaystyle \mathbf {F} \left(\mathbf {r} \right)=\mathbf {E} \left(\mathbf {r} \right)q}

## Ponttöltések tere
Ha az erőteret egyetlen {\displaystyle Q\,} ponttöltés hozza létre, akkor az elektromos térerősséget a következő formulával írhatjuk le a Coulomb-törvény segítségével:
{\displaystyle \mathbf {E} ={1 \over 4\pi \varepsilon _{0}}{Q \over r^{2}}\mathbf {\hat {r}} \ }
ahol
Q az elektromos teret generáló ponttöltés,
r a Q töltés távolsága attól a ponttól, ahol a térerősséget keressük (vizsgált pont),
{\displaystyle \mathbf {\hat {r}} } egy egységvektor, mely a Q töltésből a vizsgált pont felé mutat,
ε0 az elektromos állandó (a vákuum permittivitása).
Ha nem egyetlen ponttöltésről van szó, hanem egy töltésrendszerről, mely {\displaystyle n_{q}} számú ponttöltésből áll:
{\displaystyle Q=\sum _{i=1}^{n_{q}}{q_{i}}},
akkor az elektromos tér az egyes ponttöltéseknek megfelelő térerőjárulékok összegeként adódik az erők szuperpozíciójának értelmében:
{\displaystyle \mathbf {E} =\sum _{i=1}^{n_{q}}{\mathbf {E} _{i}}=\sum _{i=1}^{n_{q}}{{1 \over 4\pi \varepsilon _{0}}{q_{i} \over r_{i}^{2}}\mathbf {\hat {r}} _{i}}.}

## A szuperpozíció elve és a potenciál
A szuperpozíció elve kiterjeszthető tetszőleges töltéseloszlásokra is. Ponttöltésrendszer (diszkrét töltéseloszlás) esetében a szuperpozíció elve így szólt:
{\displaystyle \mathbf {E} =\sum _{i}\mathbf {E} _{i}=\mathbf {E} _{1}+\mathbf {E} _{2}+\mathbf {E} _{3}\ldots \,\!}
Folytonos töltéseloszlás esetében a szummázást integrálással helyettesítjük:
{\displaystyle \mathbf {E} ={\frac {1}{4\pi \varepsilon _{0}}}\int {\frac {\rho }{r^{2}}}\mathbf {\hat {r}} \,\mathrm {d} V}
ahol
{\displaystyle \rho \,} a dV térfogatelem töltéssűrűségét jelenti. (A töltéssűrűség töltés per térfogat, ahogy a (tömeg)sűrűség a tömeg per térfogat.)
Időfüggetlen elektromosság esetében a térerősség egyszerű kapcsolatban van az elektromos potenciállal, nevezetesen, a térerősség az elektromos potenciál negatív gradiensével egyenlő az adott pontban:
{\displaystyle \mathbf {E} =-\nabla \Phi },
ahol
{\displaystyle \Phi (x,y,z)} az a skalármező, mely az elektromos potenciált leírja. (Egy dimenzióban a gradiens egy függvény érintőjének meredekségét jelenti, melyet az adott pontban vett derivált ad meg.)
A fenti egyenlet tükrében világos, hogy a térerősség esetében érvényes szuperpozíciós elv a potenciálra is érvényes, csak itt skalárokat adunk össze vektorok helyett.
Bizonyos esetekben jelentősége lehet az elektromos térgradiensnek (ETG) is (pl. Mössbauer-spektroszkópia). Ez a tenzormennyiség az elektromos potenciál (térkoordináták szerint vett) második parciális deriváltjaiból számítható. (A térerősség koordinátái az első deriváltakból adódnak.) Itt ugyancsak érvényesül a szuperpozíció elve. Ha tehát ismerjük a különböző ligandumok (és elektronok) ETG-járulékát pl. egy atommag helyén, akkor ezeket a járulékokat összegezve megkapjuk az ETG eredő értékét az adott helyen.